# Laurie David
Laurie David, née le 22 mars 1958, est une militante écologiste américaine. Elle est représentante du Natural Resources Defense Council, un groupe de pression à but non lucratif basé à New York, membre du Conseil du Children's Nature et blogueuse.